# Favratia zoysii
Favratia zoysii är en klockväxtart som först beskrevs av Franz Xaver von Wulfen, och fick sitt nu gällande namn av Heinrich Feer. Favratia zoysii ingår i släktet Favratia och familjen klockväxter. Inga underarter finns listade i Catalogue of Life.

## Bildgalleri

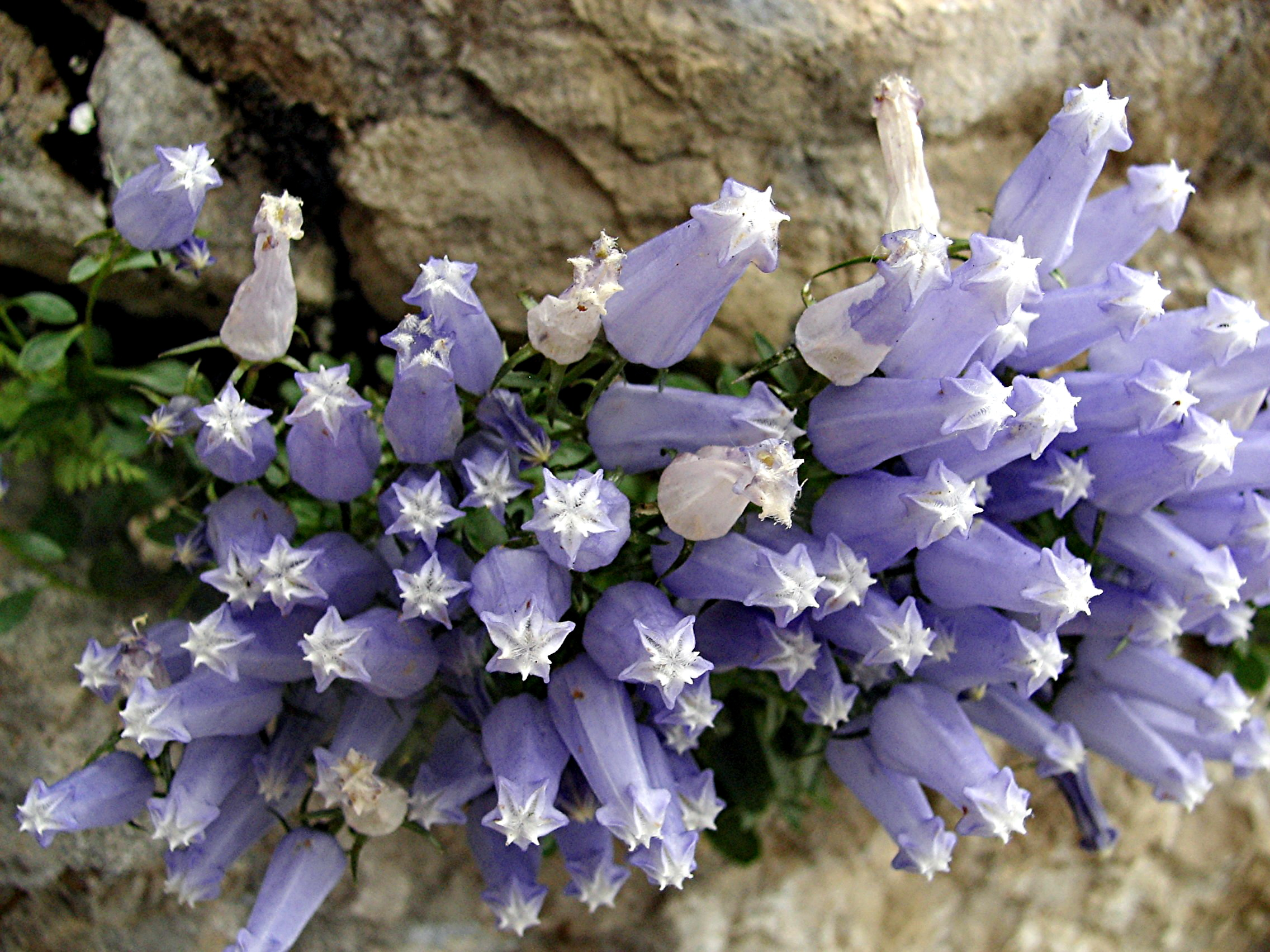
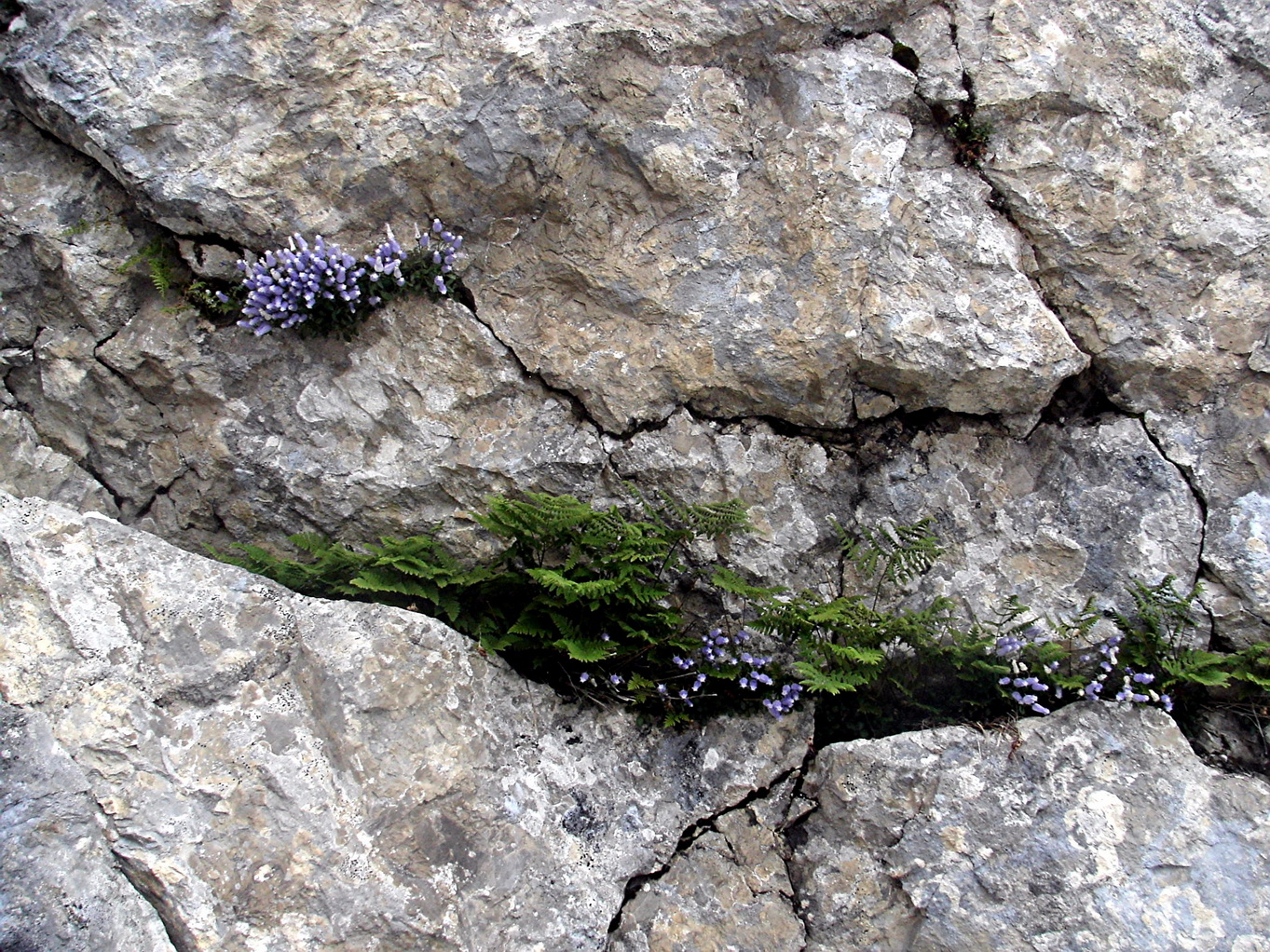